# Kanrantei

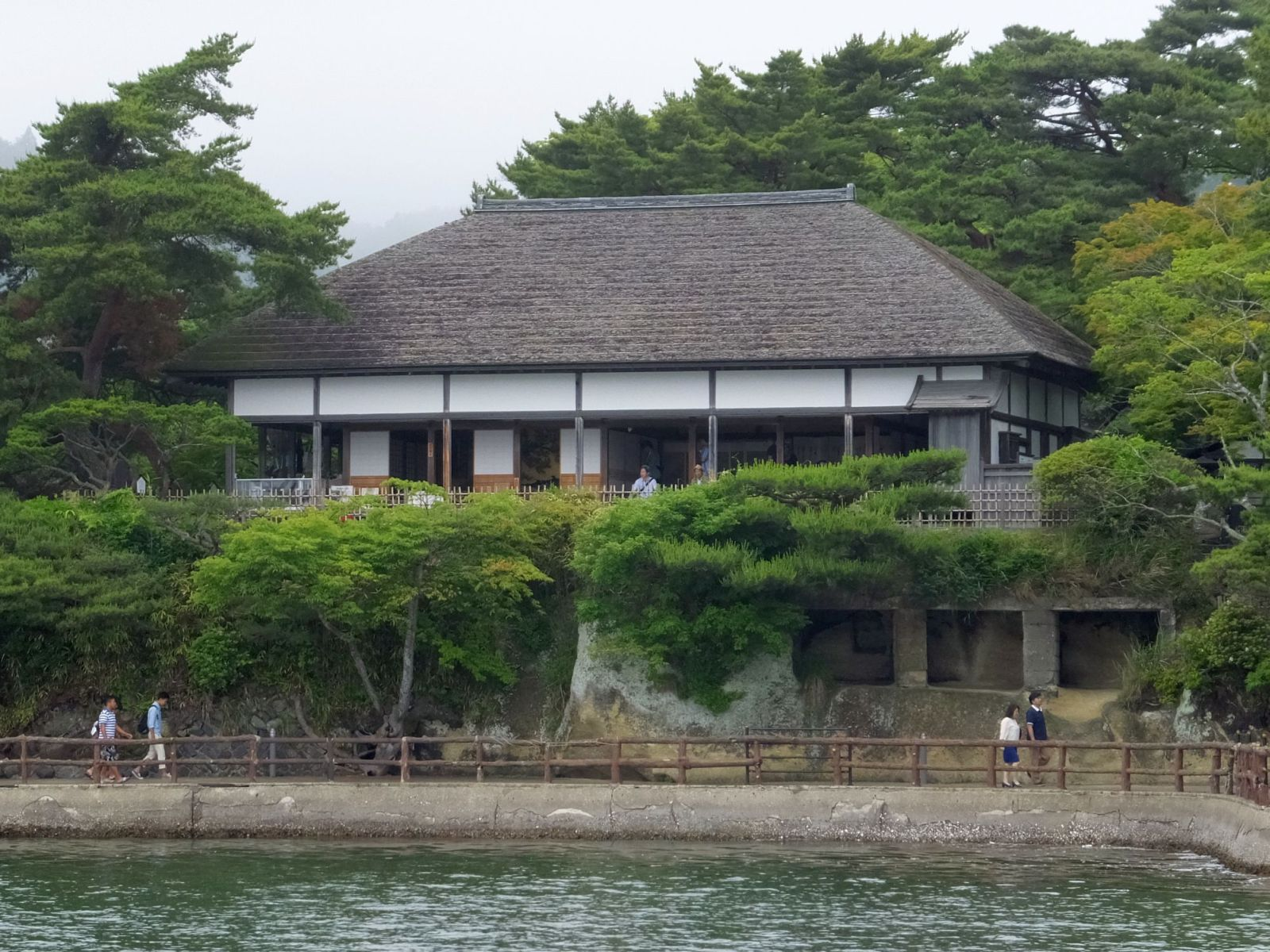
Le Kanrantei en 2015

Le Kanrantei (観瀾亭) est le seul bâtiment survivant d'un complexe résidentiel du clan Date, situé dans la ville de Matsushima, préfecture de Miyagi au Japon. Il passe pour avoir d'abord été une maison de thé dans le château de Fushimi de Toyotomi Hideyoshi, puis pour avoir été déménagé à Edo par Date Masamune, et finalement retourné à Matsushima par son fils Date Tadamune. Il est désigné bien culturel préfectoral,,. À l'intérieur, vingt-et-un panneaux fusuma peints de l'époque d'Edo sont désignés biens culturels importants,.